# Gradsko (Bulgarije)
Gradsko (Bulgaars: Градско) is een dorp in Bulgarije. Het is gelegen in de gemeente Sliven, oblast  Sliven en ligt op 228 kilometer afstand van Sofia.

## Bevolking
Op 31 december 2019 telde het dorp Gradsko 405 inwoners. Het dorp heeft al sinds de jaren zeventig te kampen met een  negatieve bevolkingsgroei. Volgens de optionele volkstelling van 2011 vormen Bulgaarse Turken (±82%) de overgrote meerderheid, gevolgd door de etnische Bulgaren (±17%).
| dorp Gradsko | 554 | 582 | 728 | 771 | 785 | 702 | 642 | 539 | 475 | 405 |